# Luisa Monti Sturani
Luisa Monti Sturani (* 6. August 1911 in Chieri; † 10. Juni 2002 in Turin) war eine italienische Schriftstellerin und Lehrerin.

## Leben
Luisa Monti Sturani war die Tochter von Augusto Monti und Camilla Dezzani. Sie wurde von ihrem Vater Luisotta genannt, wurde dann Lehrerin und Schriftstellerin und trat somit in die Fußstapfen ihres Vaters. Ihr wahrer Name ist Luigia, sie ließ sich aber immer Luisa nennen. Sie schrieb als Zeugin zahlreiche Werke über den Widerstand gegen den italienischen Faschismus und das NS-Regime. Sie war die Frau, die es verstand, die schwierige Balance zwischen familiären Verpflichtungen und politischem Engagement zu vereinbaren. Sie war immer linenkonform mit der Auffassung des PCI (italienische kommunistische Partei) die eine Doktrin des demokratischen Zentralismus vorsieht. Sie besaß aber auch eine ironische Ader, mit der sie eine eigene Weltauffassung mit intellektueller Autonomie ausgestattet, auffassen konnte.
Am 2. März 1935 heiratete sie Mario Sturani, Maler und Keramiker, Vertreter der futuristischen Bewegung seit der Jugend. Ihr Mann war auch Politkommissar während des Widerstandes gegen den Nazifaschismus, in der III. Matteotti-Brigade.
Leo Pestelli, Journalist von der Zeitung La Stampa und Professor für italienische Grammatik an der Universität Turin, veröffentlichte in la Stampa am 16. April 1954 eine Rezension von Luisa Monti Sturani Buches, dass an das Opfer eines 15-jährigen Partisanin erinnerte. Ende der 60er und Anfang der 70er Jahre ging er in die UdSSR und entzog die Urheberrechte an dem auf Russisch erschienenen „Rotes Taschentuch“. Die Rechte konnte man nur in Rubeln einlösen, sie waren somit im Westen nicht einzulösen. Das Buch befindet sich in der Staatlichen Bibliothek Russlands unter dem russischen Titel: Красныегалстуки von Стурани Луиза - Detgiz Edition, Moskau 1957. Es befindet sich im Buchkatalog (veröffentlicht von 1831 bis heute). Das Buch befindet sich auch in Italien im Musli (Museo della Scuola e del Libro per l'Infanzia).
Sie starb am 10. Juni 2002 im Alter von 91 Jahren in Turin.

## Veröffentlichungen

### Werke von Luisa Sturani
- Luisa Sturani Monti, Antologia della Resistenza, in Le relayette, Edizioni Gruppo Abele, 2012 [1951][3]. (Luisa Sturani Monti, I Partigiani del Ciar, Illustrationen von Marcello Peola, Paravia, 1965).
- Luisa Sturani, Fazzolettirossi, Cultura Sociale, 1954. 1957 wurde es unter dem Titel Красныегалстуки im Detgiz-Verlag ins Russische übersetzt.
- Luisa Sturani, Una storiavera, Edizioni A.N.P.I., 1953.
- Luisa Sturani Monti, Il nuovomagosapere: sussidiario per la scuola elementare, Orizzonte, 1952.
- Luisa Sturani, Antologia della resistenza, Centro del libro Popolare, 1951.
- Luisa Sturani, Elemente der lateinischen und logischen Analyse. Für Die Mittelschule, Loecher, 2003[4].
- Von 1952 bis 1954 veröffentlichte er regelmäßig etwa fünfzig Kurzgeschichten über den Pioniere[5].
- Etwa zwanzig Werke, vor allem schulische für Sekundarschulen, geschrieben von Luisa Monti Sturani, wurden der Tancredi-Stiftung von Barolo von ihrem Sohn Enrico Sturani gespendet.[6]

### Werke von Luisa Sturani mit anderen Autoren
- Luisa Sturani und Enrico Sturani, Grammatica e vita, Loescher, 1999.[7]
- Luisa Sturani und Mario Sturani, L'elefantecon le brache, Novecento, 1991.[8]
- Luisa Monti und Enrico Sturani, La terradell'uomo, Principato Editore, 1972.
- AA. VV., Quando si combatteva per la libertà, Edizioni A.N.P.I., 1972, S. 145–168.
- Für den Pioniere der Einheit schrieb sie 1964 die Kurzgeschichten Ein partisanisches Schulkind und der Völker Aufstand.[9]

### Werke über Luisa Sturani
- Augusto Monti, Lettere a Luisotta, Enaudi, 1977, ISBN 978-88-064-7555-0.
- Alfredo Pasquali, Luisa Sturani, in Radio Città Fujiko, 23. März 2018. Abgerufen am 28. Juli 2021.[10]

## Historische Studien
Das Studienzentrum Piero Gobetti in Turin hat zwei dem Andenken an Luisa Monti Sturani gewidmet. Archivfonds: der Fonds „Augusto Monti und Luisa Sturani“ und der Fonds „Luisa Monti und Mario Sturani Fund“.
- Der Augusto Monti und Luisa Sturani Fonds sammelt die Korrespondenz zwischen Vater und Tochter während der Haftzeit des Vaters, zwischen Februar 1934, als er verhaftet und von einem faschistischen Sondergericht zu fünf Jahren Gefängnis verurteilt wurde, zuerst aus dem römischen Gefängnis von Regina Coeli und dann aus dem Zuchthaus Civitavecchia, bis zu seiner Freilassung, trat im Februar 1939 auf.
- Der Fonds Luisa Monti und Mario Sturani hingegen sammelt Arbeitsmaterialien im Zusammenhang mit der Veröffentlichung von zwei Texten von Luisa Sturani: Antologia della Resistenza, Centro del libropopolare, Roma 1951 und Fazzoletti Rossi, herausgegeben vom Cultura sociale, Roma 1954. Es gibt die Korrespondenz mit Tommaso Fiore, Norberto Bobbio, Vittorio Foa, Camilla Ravera und anderen. Hier das redaktionelle Material zur Veröffentlichung des Bandes: Augustus Monti, Lettere a Luisotta, Einaudi, Turin 1977. Vervollständigt wird es durch den materiellen Fund, der der militärischen und politischen Tätigkeit des Ehemannes von Luisa Sturani.
- Die Tancredi-Stiftung von Barolo in Turin hat von Luisa Sturani Monti[13] im Archiv des Museo deiRagazzi alle Bücher mit Text für Mittelschulen geschrieben und herausgegeben.